# Zero-Emissiezone

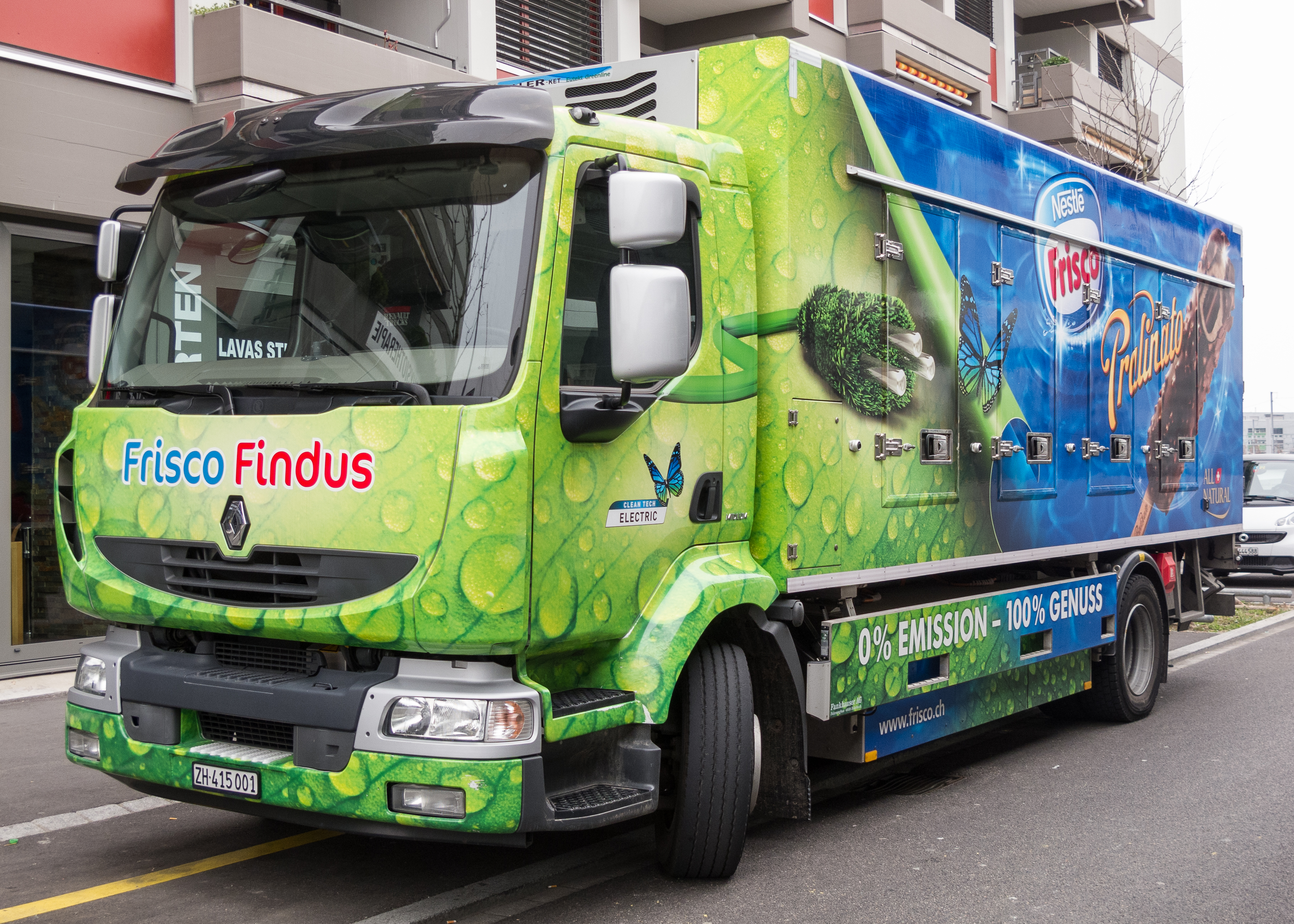
Een voorbeeld van een elektrische vrachtwagen.

Een zero-emissiezone of ZE-zone is een milieuzone waarin bestel- en vrachtauto's die schadelijke stoffen uitstoten geweerd worden. Effectief zijn binnen een ZE-zone daardoor alleen elektrische- of waterstofaangedreven bestel- en vrachtauto's toegestaan. Het Ministerie van Infrastructuur en Waterstaat is in september 2022 begonnen met het programma "Zero-emissie Stadslogistiek (ZES)". Hierbij is een website gelanceerd met promotiemateriaal en een kentekencheckfunctie, waarmee bedrijven kunnen controleren of hun bedrijfsauto de ZE-zones mag inrijden. Veel deelnemende gemeentes laten de ZE-zones ingaan vanaf 1 januari 2025, met een overgangsregeling voor bestaande voertuigen tot 2030.

## Oorsprong
Op 5 oktober 2020 is een Kamerbrief uitgebracht door het Ministerie van Infrastructuur en Waterstaat. Hierin wordt een uitwerking beschreven van de beloftes van het klimaatakkoord, om in 30 tot 40 grotere steden emissieloze zones te introduceren. Het ministerie beschrijft hier ook drie basisafspraken in;
1. Een milieuzone moet minimaal vier jaar voor de ingang worden aangekondigd.
2. Bestel- en vrachtauto's die vanaf 1 januari 2025 gekentekend worden, moeten geen uitstoot hebben om ZE-zones binnen te mogen.
3. Bestel- en vrachtauto's die al rondrijden en nog wel schadelijke stoffen uitstoten, mogen vanaf 1 januari 2030 de ZE-zones niet langer binnenrijden.

## Subsidie
In Nederland zijn diverse subsidieregelingen opgezet om ondernemers te ondersteunen in de aanschaf van zero-emissie voertuigen, zoals de Subsidieregeling Emissieloze Bedrijfsauto's (SEBA), de Aanschafsubsidie Zero Emissie Trucks (AanZET) en de Subsidieregeling Schoon en Emissieloos Bouwmaterieel (SSEB). Deze subsidieregelingen ondersteunen bedrijven doordat ze bij aankoop van een nieuw emissieloos voertuig een financiële compensatie of tegemoetkoming kunnen ontvangen van de Rijksdienst voor Ondernemend Nederland (RVO).

## Participatie
In februari 2023 hebben 25 Nederlandse gemeenten een uitspraak gedaan over het invoeren van een ZE-zone. Enkele andere gemeenten waren op dat moment bezig met vooronderzoek of voorbereiding ervan. Enkele gemeenten hebben de start van ZE-zones uitgesteld. Onderstaande tabel geeft de stand van augustus 2024 voor 29 gemeenten:
| Gemeente            | Ingangsdatum ZE-zone |
| ------------------- | -------------------- |
| Almere              | 01-01-2028           |
| Alphen aan den Rijn | 01-07-2026           |
| Amersfoort          | 01-01-2025           |
| Amsterdam           | 01-01-2025           |
| Apeldoorn           | 01-01-2030           |
| Arnhem              | 01-06-2026           |
| Assen               | 01-01-2025           |
| Delft               | 01-01-2025           |
| Den Haag            | 01-01-2025           |
| Deventer            | 01-01-2028           |
| Dordrecht           | 01-01-2026           |
| Ede                 | 01-01-2030           |
| Eindhoven           | 01-01-2025           |
| Enschede            | 01-07-2025           |
| Gouda               | 01-01-2025           |
| Groningen           | 01-04-2025           |
| Haarlem             | 01-06-2025           |
| Hilversum           | 01-01-2026           |
| 's-Hertogenbosch    | 01-03-2025           |
| Leiden              | 01-01-2025           |
| Maastricht          | 01-01-2025           |
| Nijmegen            | 01-01-2025           |
| Rotterdam           | 01-01-2025           |
| Schiphol            | 01-01-2026           |
| Tilburg             | 01-01-2025           |
| Utrecht             | 01-01-2025           |
| Venlo               | 01-01-2027           |
| Zaanstad            | 01-01-2026           |
| Zwolle              | 01-01-2025           |